# Pere Benavent de Barberà i Abelló
Pere Benavent de Barberà i Abelló (Barcelona, 18 d'agost de 1899 - ibídem, 12 de setembre de 1974) fou un arquitecte i escriptor català.

## Biografia
Pere Benavent Barberà va néixer al carrer Diputació de Barcelona, fill de Gaietà Benavent i Abelló, natural de Barcelona, i de la seva esposa, Magdalena Barberà i Vergés, natural de Reus.
El 1923 obtingué el diploma d'arquitecte. 1927 va treballar al servei d'urbanisme de la seva ciutat. El 1928 va fer un llarg periple d'estudis cap a Suïssa i França. Era un deixeble d'Enric Sagnier i Villavecchia, realitzà una obra d'estil personal amb certa tendència clàssica i gust per allò popular. Fou el darrer president de l'Associació d'Arquitectes de Catalunya i numerari de la Reial Acadèmia Catalana de Belles Arts de Sant Jordi, de la Reial Acadèmia de Belles Arts de San Fernando i de la Reial Acadèmia de Belles Arts de Sant Carles. Autor a Barcelona de la cripta de l'església de Pompeia (obra de Sagnier), el convent dels Caputxins de Sarrià i alguns col·legis majors.
Vinculat a Reus per orígens familiars, va restaurar l'antiga casa pairal coneguda com a Mas de Barberà, (avui Mas Vila de Barberà), a la carretera de Bellissens, seu del deganat reusenc de la Universitat Rovira i Virgili, i va restaurar l'església de Sant Francesc. La ciutat de Reus li ha dedicat un carrer. A Barcelona, al carrer de París, es troba un edifici obra de Pere Benavent que porta el nom de la seva mare: Casa Magdalena de Barberà Vergés (1930).

## Obra
Obres arquitecturals destacades

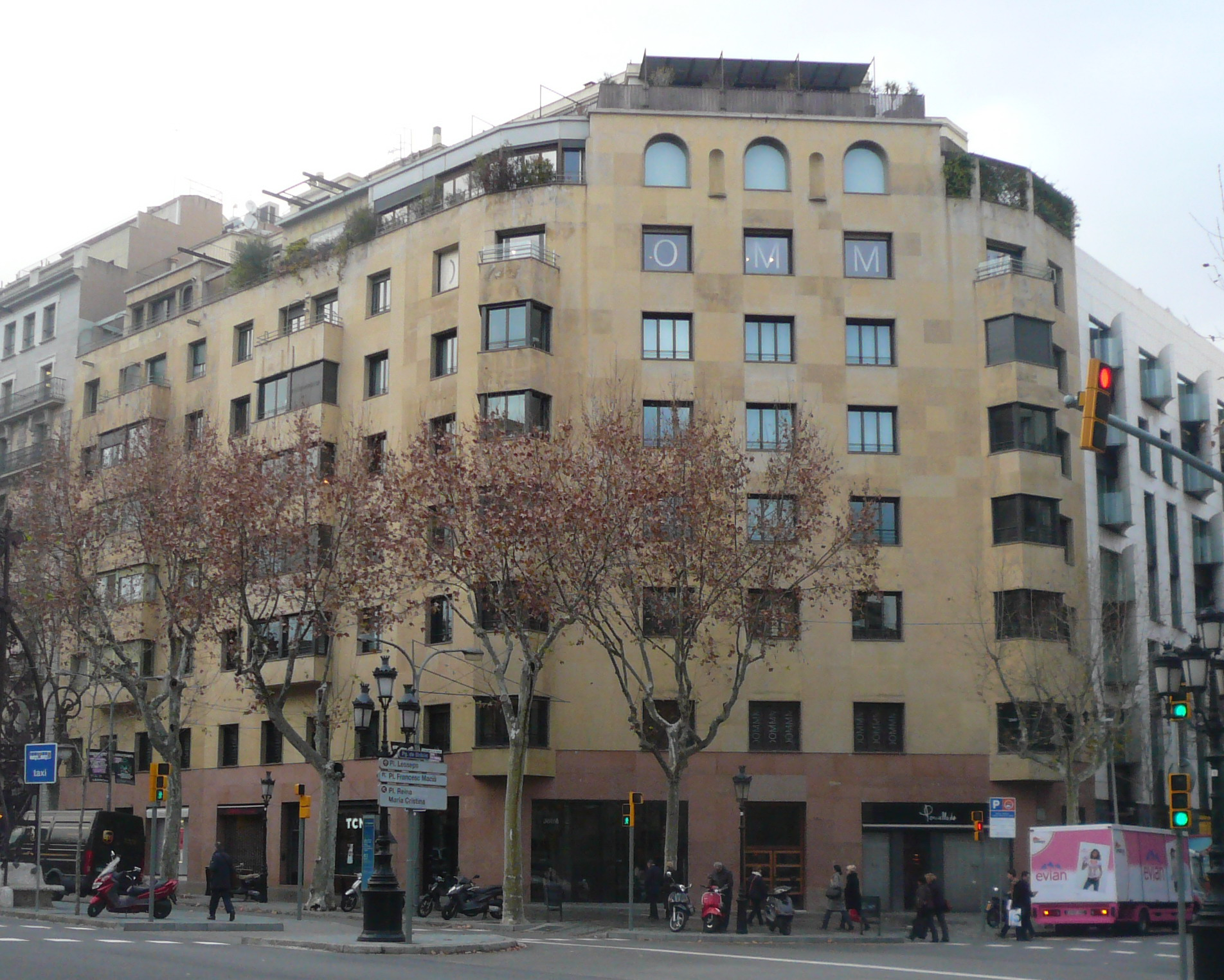
La Punyalada

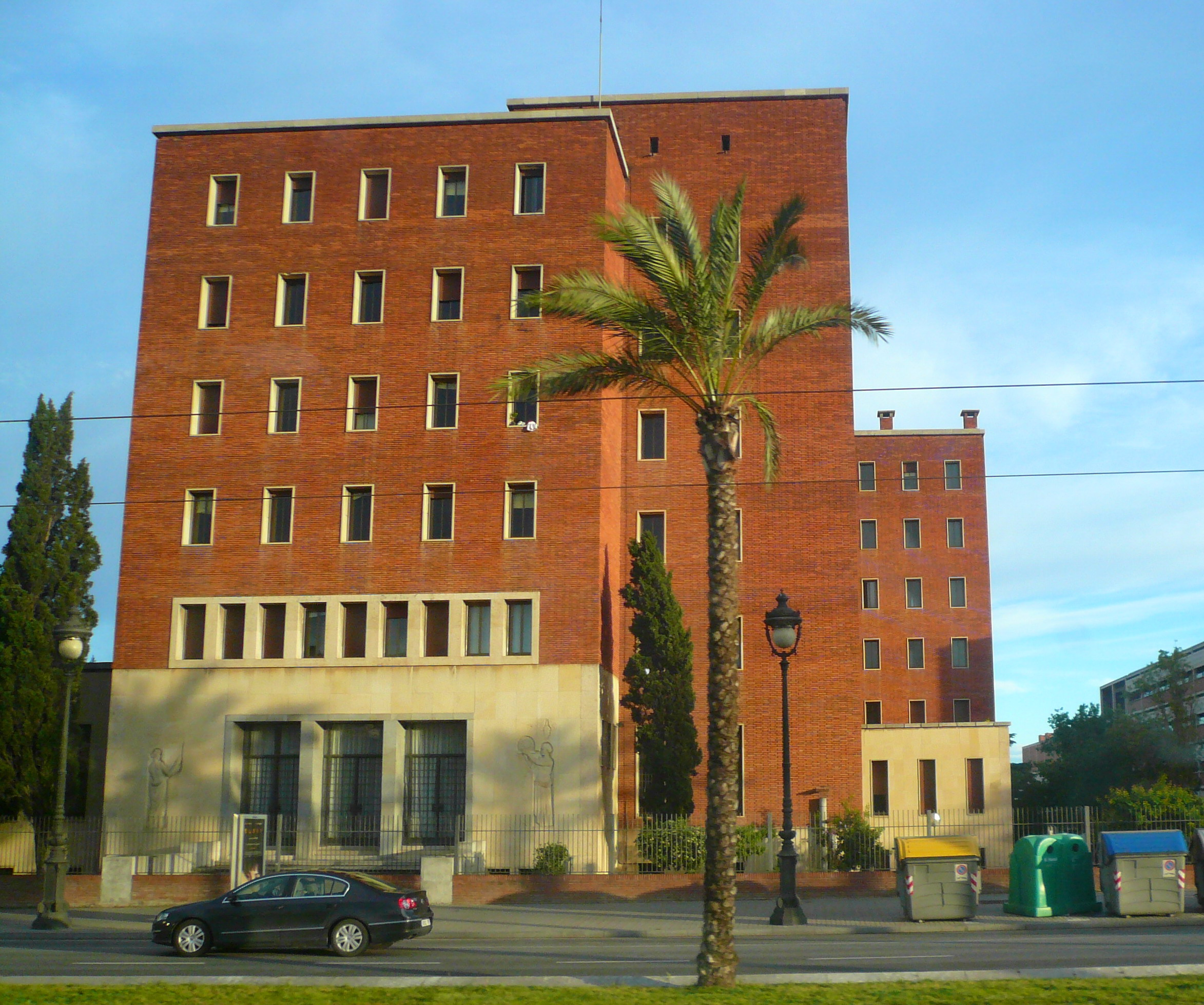
Col·legis Majors Sant Raimon de Penyafort i Nostra Senyora de Montserrat

- Pont futurístic al Llobregat per a l'Exposició Internacional de Barcelona de 1929, junts amb Ramón Argiles i Nicolau Rubió
- El Monument als màrtirs de la Independència (1929), Barcelona (amb relleus de Vicenç Navarro)
- La Punyalada (1935-36), Barcelona, Passeig de Gràcia 104-108[6]
- Casa Torres (1931-33), Barcelona, Avinguda Gaudi 56[7]
- Edifici de vivendes (1936), Barcelona, carrer Castillejos, 334.
- Convent dels Caputxins, (Sarrià, Barcelona)
- Cripta de l'església de Pompeia
- Parròquia de la Mare de Déu de Montserrat (Guinardó, Barcelona)
- Eixample de l'Ermita de Sant Fermí a Flaçà[8]
- Col·legis Majors Sant Raimon de Penyafort i Nostra Senyora de Montserrat (1955)

El Col·legi d'Arquitectes de Catalunya publica un inventari de l'obra i dels documents conservats al seu arxiu.
Bibliografia
Arquitectura
- Com he de construir, (1934)
- L'arquitectura i l'home inseparables, (1936);

Poesia
- Flors d'ametller, (1918)
- La rosa i el cristall, (1938)
- Llibre del caminant, (1949)
- Sobretaula acadèmica, (1956)

Assaig
- Homes, homenets i homenassos, (1935)
- Macià Vila Mateu: esbós biogràfic d'un pròcer industrial progressista del Reus de mitjan segle XIX, Reus, Associació d'Estudis Reusencs, 1966, 121 pàgines.

## Enllaços i referències
A Wikimedia Commons hi ha contingut multimèdia relatiu a: Pere Benavent de Barberà i Abelló

1. ↑  Registre de Naixements de l'Ajuntament de Barcelona, any 1899, Jutjat Universitat, número de registre 7441.
2. ↑  «Pere Benavent de Barberà i Abelló». Gran Enciclopèdia Catalana.  Barcelona:  Grup Enciclopèdia Catalana. [Consulta: 14 gener 2012].
3. ↑  Olesti Trilles, Josep. Diccionari biogràfic de reusencs.  Reus: l'Ajuntament, 1991, p. 110.
4. ↑  Tricaz, Enric. Homes i dones pels carrers de Reus.  Valls: Cossetània, 2010, p. 114. ISBN 9788497916929.
5. ↑  «Cercador Inventari del Patrimoni Arquitectònic».   Generalitat de Catalunya. [Consulta: 8 agost 2019].
6. ↑  Andrea Mesecke & Sascha Hendel (redacció), Pere Benavent de Barberà y Abelló, Berlin, Editorial Archinform, Consultat el 14 de gener de 2012
7. ↑  Andrea Mesecke, ibídem
8. ↑  Ermita de Sant Fermí, Web de l'ajuntament de Flaçà, Flaçà, Consultat el 14 de gener de 2012
9. ↑  Pere Benavent de Barberà i Abelló, Col·legi d'Arquitectes de Catalunya